# 151697 Paolobattaini
151697 Paolobattaini este un asteroid din centura principală de asteroizi.

## Descriere
151697 Paolobattaini este un asteroid din centura principală de asteroizi. A fost descoperit pe 15 ianuarie 2003 la Observatorul Schiaparelli de Federico Bellini și Luca Buzzi. Asteroidul prezintă o orbită caracterizată de o semiaxă mare de 2,42 ua, o excentricitate de 0,15 și o înclinație de 1,6° în raport cu ecliptica.